# Hedvigsdal
Hedvigsdal är en småort i Valleberga socken i Ystads kommun.
Hedvigsdal byggdes 1896 som station åt Hedvigsdals gård på andra sidan Valleberga. Stationen vid Ystad-Gärsnäs Järnväg lades ned på 1940-talet och järnvägen 1970. Numera finns en metallindustri i den nedlagda spannmålshandeln.